# Cordage lové
 (décembre 2016).
Si vous disposez d'ouvrages ou d'articles de référence ou si vous connaissez des sites web de qualité traitant du thème abordé ici, merci de compléter l'article en donnant les références utiles à sa vérifiabilité et en les liant à la section « Notes et références ».

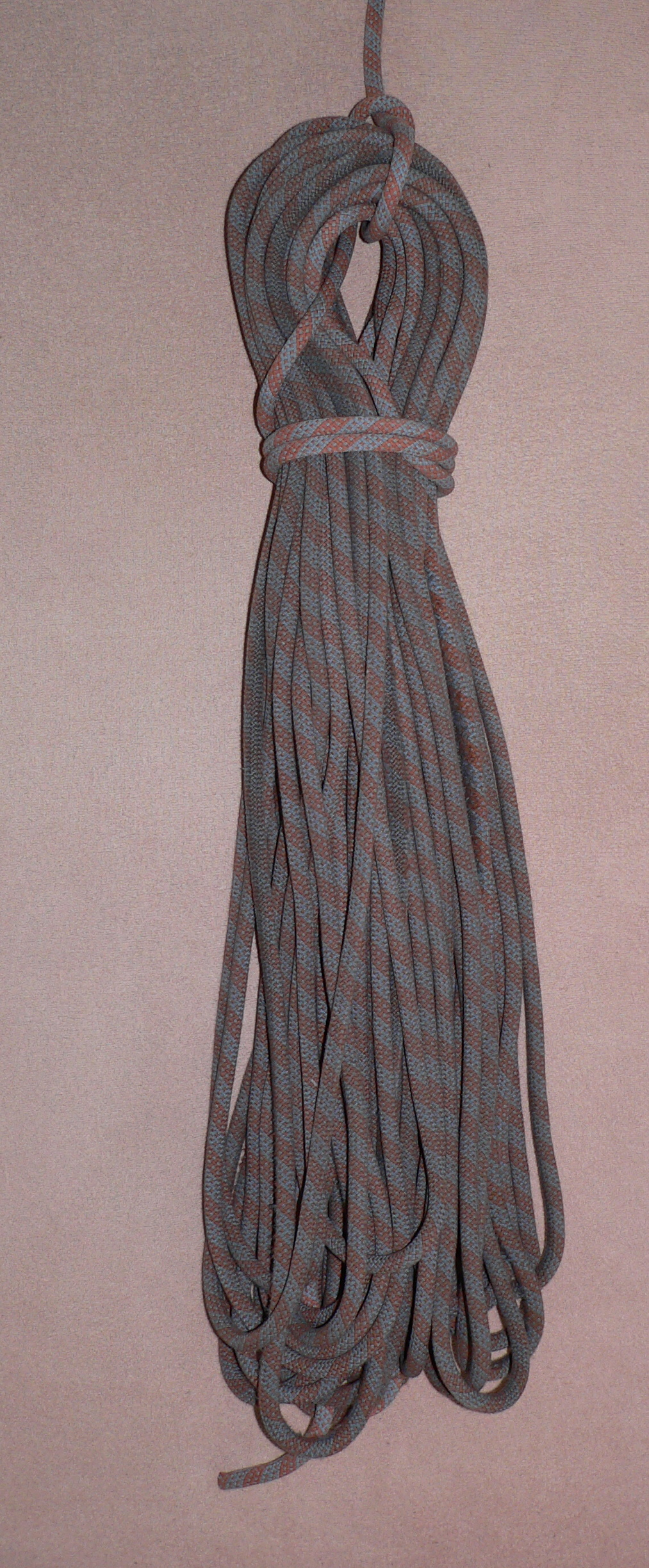
Glène bridée par capelage au courant : le lovage de corde tressée le plus courant.

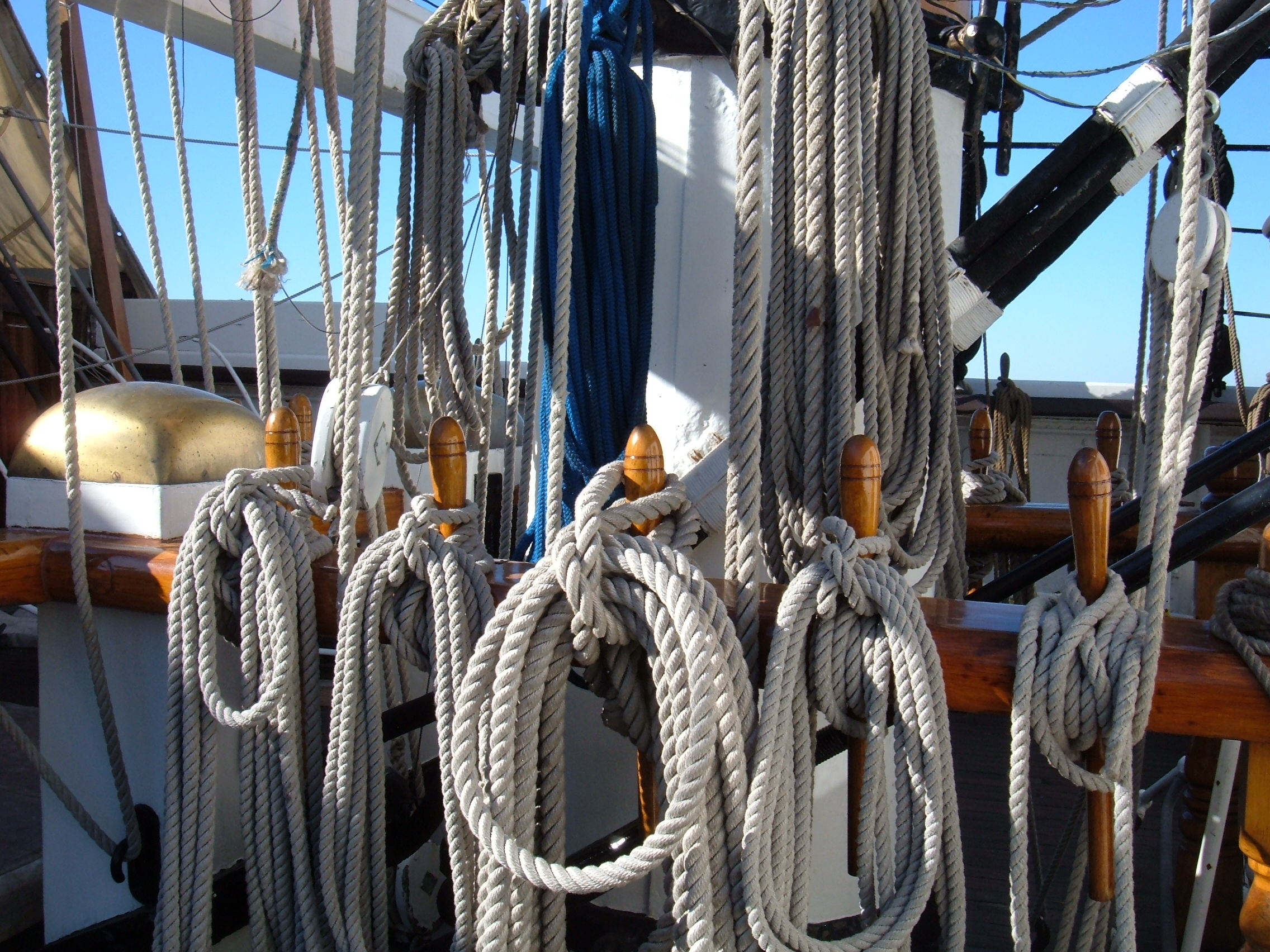
Écoute lovées sur le Star of India.

Un cordage lové est un cordage noué ou enroulé sur lui-même en cercle ou spirales afin de le ranger, le préparer à l'usage et éviter qu'il ne s'emmêle.
On dit aussi que l'on « glène un cordage » ou qu’on « love en glènes une corde », une glène étant une boucle ou rouleau de cordage.

## Méthodes
En raison du sens du câblage (torons), un filin doit être lové dans le sens des aiguilles d'une montre et délové en sens inverse. Pour éviter les huit et les emmêlements, on détord à chaque tour le cordage par une légère rotation du filin entre le pouce et l'index (ou d'un mouvement de poignet). Un cordage est lové à partir de l'extrémité fixe afin de permettre au cordage de se détordre du côté libre.
Pour un cordage tressé, tous les sens de lovage conviennent. Mais la tresse doit être délovée en sens inverse, raison pour laquelle elle est habituellement lovée dans le même sens que le filin (le sens horaire). Pour permettre à la tresse de se détordre, elle est lovée à partir de l'extrémité fixe.
Une aussière (cordage pour l’amarrage d'un bateau) est lovée à plat pont en ovales concentriques dans le sens horaire (torons), de l'extérieur vers l'intérieur (pour ne pas entraîner la glène par-dessus bord en donnant du mou).
Un câble métallique est lové en alternant des boucles (comme le filin) et des demi-clefs.
Une ligne (fin cordage, cordelette, fil, ficelle) n'est jamais lovée à la main car elle s'emmêlerait. La ligne est filée en vrac dans un contenant (sac, seau) ou enroulée autour d'un support (bobine).
Dans la marine, une chaîne n'est pas lovée (pour éviter les maillons coincés) mais posée en tas (tas bien pensé, si le bout fixe en dessous) ou en longueurs alignées (biture).

## Variétés de lovage et glènes
Il existe plusieurs possibilités pour lover un cordage :
- En anneaux : le cordage forme plusieurs boucles.
  - Fermés : le nouage enveloppe les anneaux (ex. : glène en huit[2], glène sécurisée par un noeud sur ligne de fond[3]).
  - Ouverts : le nouage entre dans les anneaux (ex. : glène à noeuds plats et spirales[4]).

- En longueurs (alpinisme) : le cordage forme de grandes boucles repliées en deux sur elles-mêmes.
  - En écheveau : le cordage est plié en deux avant d'être noué.
  - En oreille de cocker : le cordage est noué directement.

- En spirales.

Un cordage lové est maintenu par un nœud de fermeture (The Ashley Book of Knots nos 3085 à 3093).

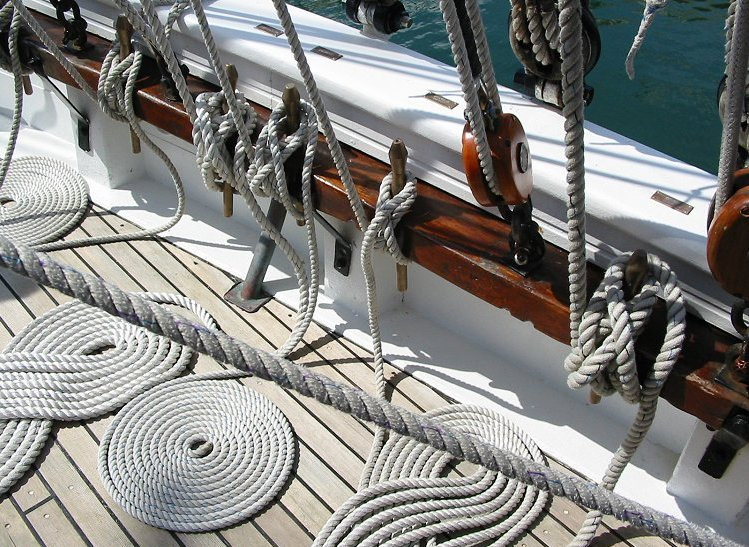
Cordage lové en spirales sur le pont d’un navire.
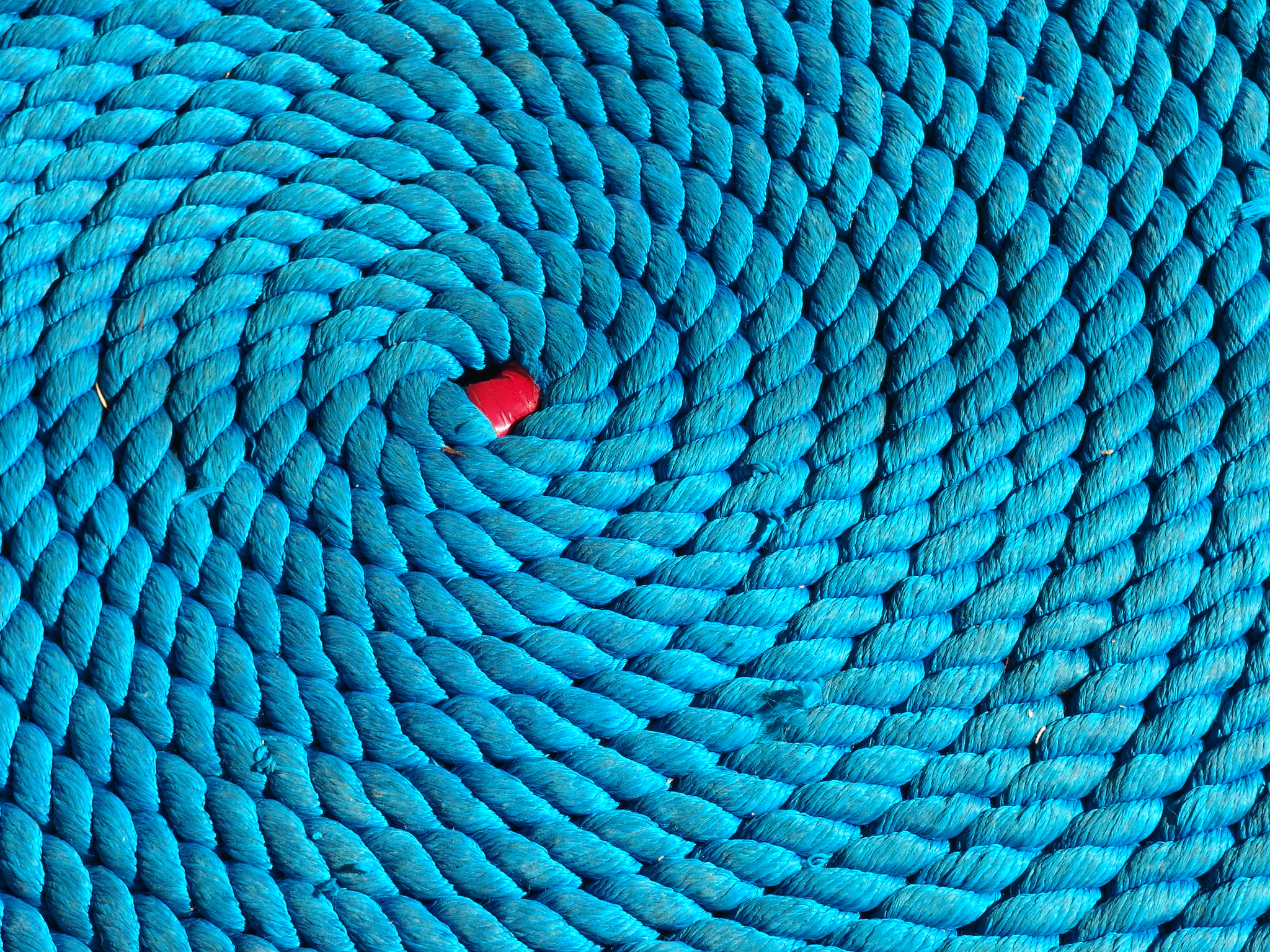
Détail de filin lové en spirales (dans le sens des aiguilles d’une montre).
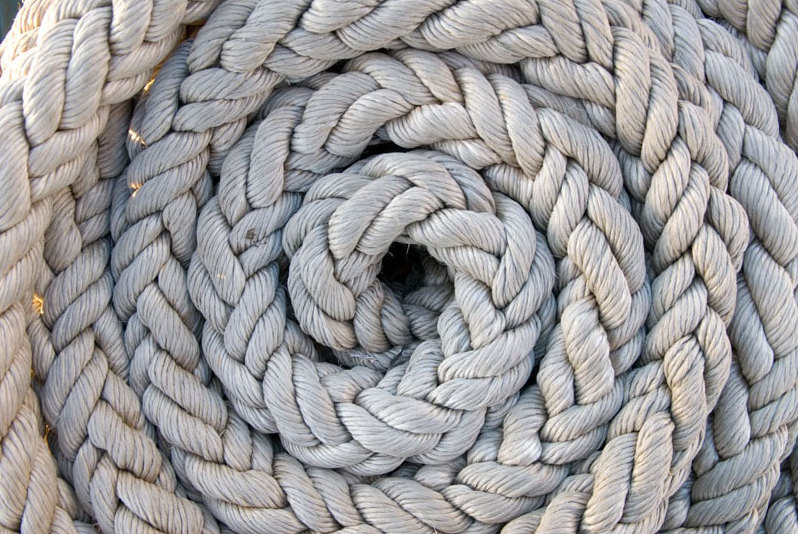
Cordage de marine lové en spirales superposées.
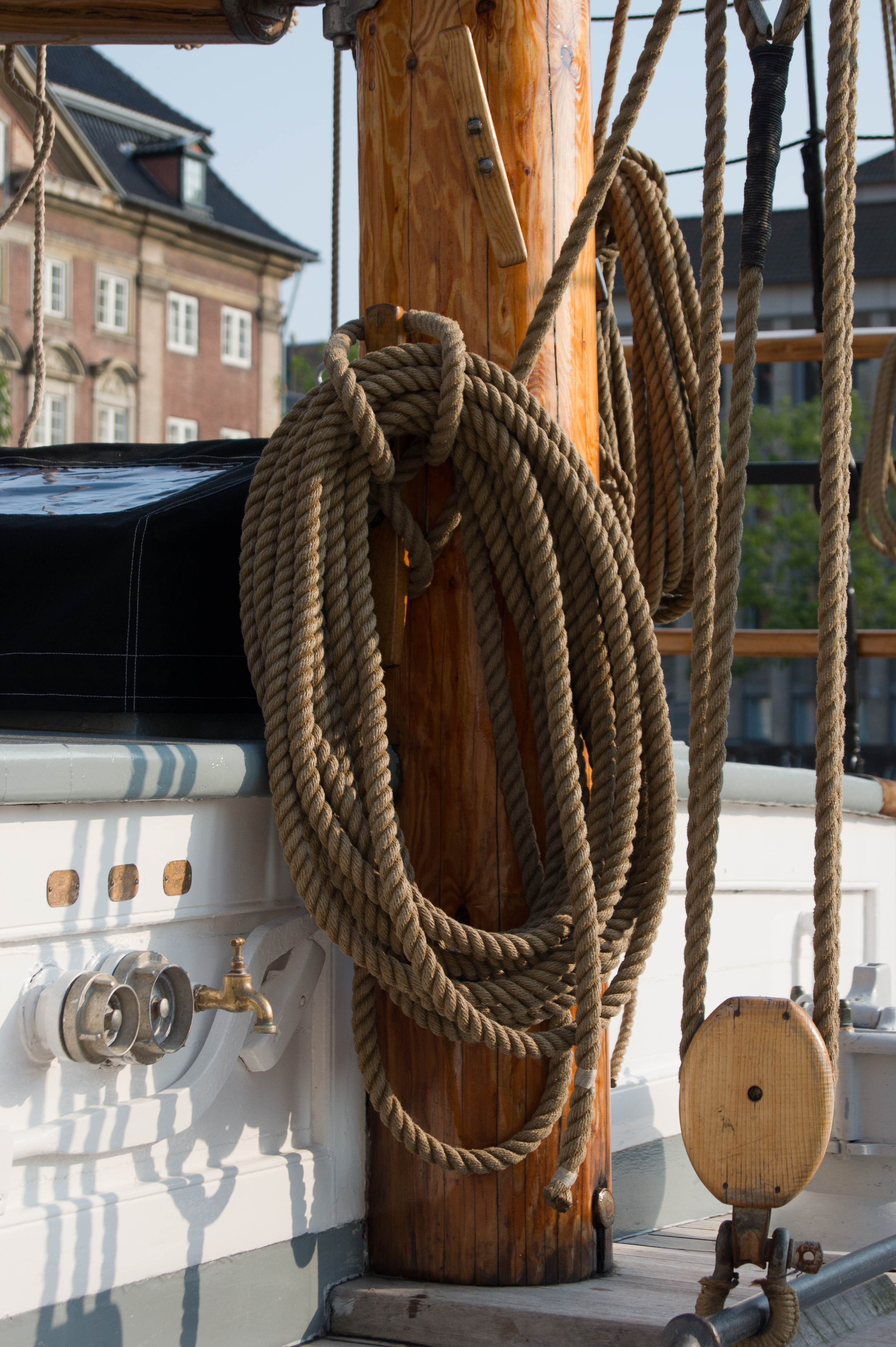
Cordage d'écoute (cordage de commande de gréement) lové.
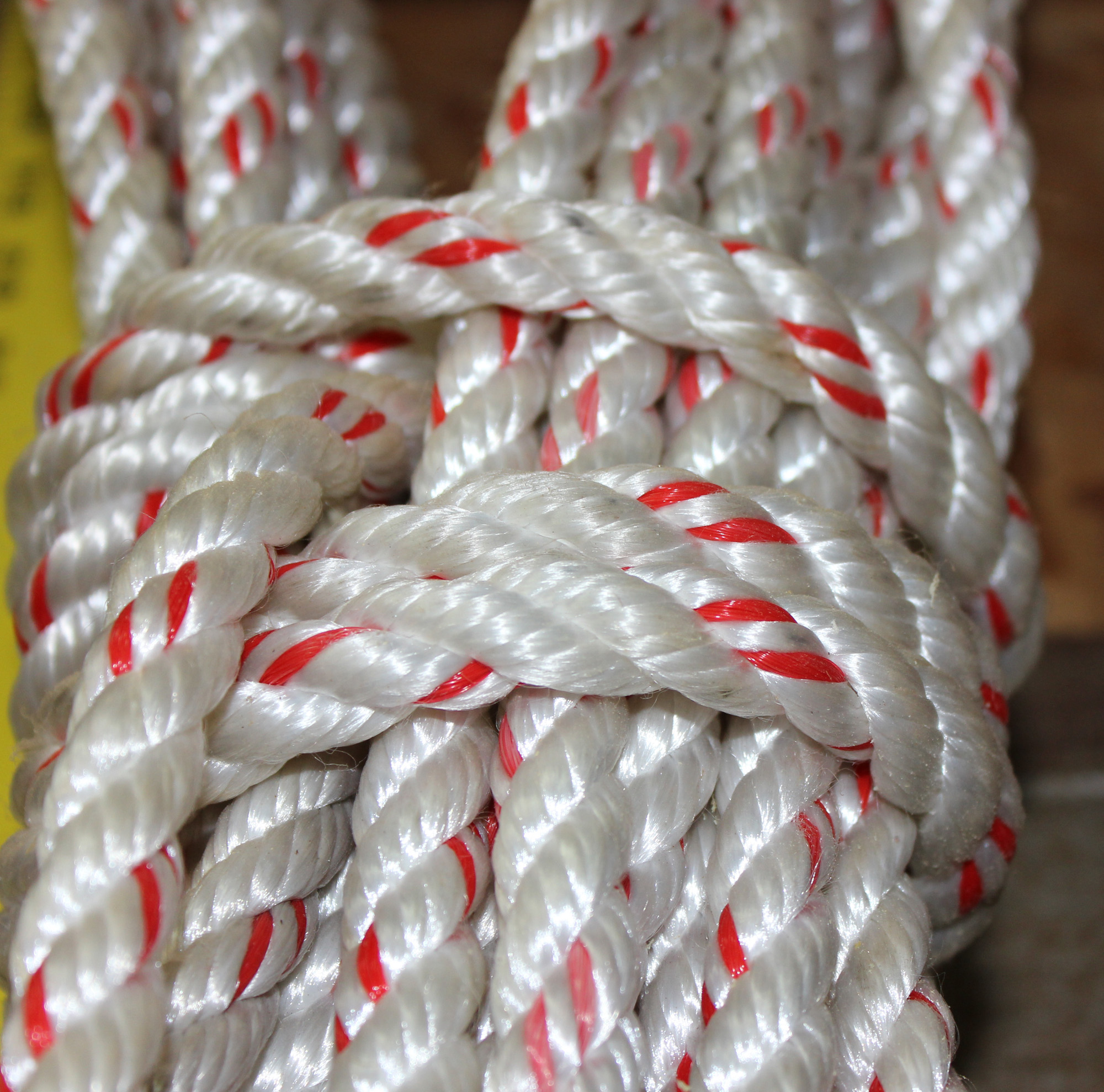
Cordage en nylon lové en nœud.

## Usage
Le lovage des cordes constitue une série de techniques dont le seul usage est de ranger ou stocker des cordes.
Dans les activités où un être humain est suspendu à une corde comme l’alpinisme, la spéléologie, le canyoning, les missions de secours (GRIMP, PGHM) ou les travaux sur corde, l’entretien des cordes est avant tout une question de sécurité.
Dans ces activités et dans la marine à voile, les cordages doivent toujours être bien entretenus et rangés pour un usage facile et rapide en cas de besoin et éviter qu'ils ne s’emmêlent.
Dans la marine à voile, les ris qui maintiennent les voiles aux vergues doivent être attachés lorsque les voiles sont déployées pour ne pas qu’ils ne s’emmêlent. Pour ce faire, chaque brin est lové par un nœud spécifique par les gabiers lorsque les voilent sont ouvertes. De même, les brins trop long des écoutes (cordages de commande des voiles) sur le pont sont lovés selon des techniques variables suivant le type de voilier et de cordage.

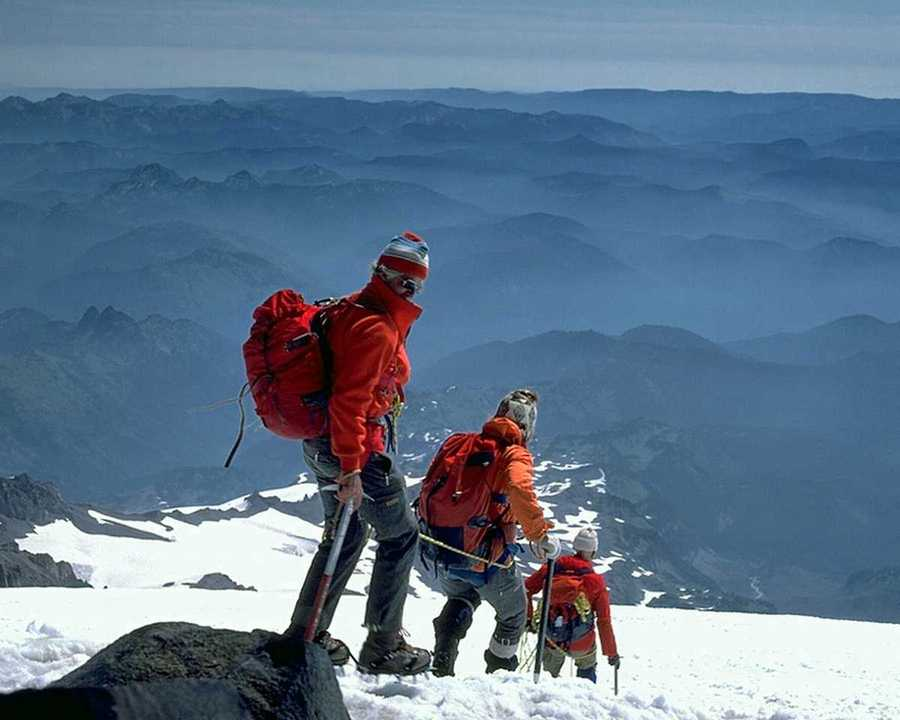
Cordée en montagne
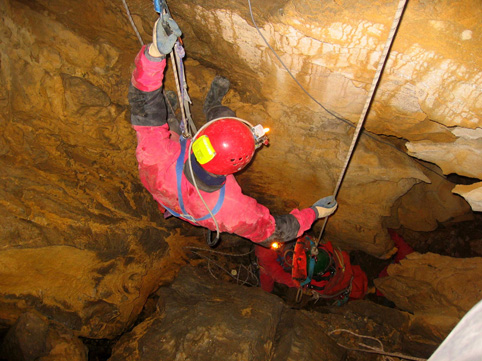
Spéléologue dans un gouffre
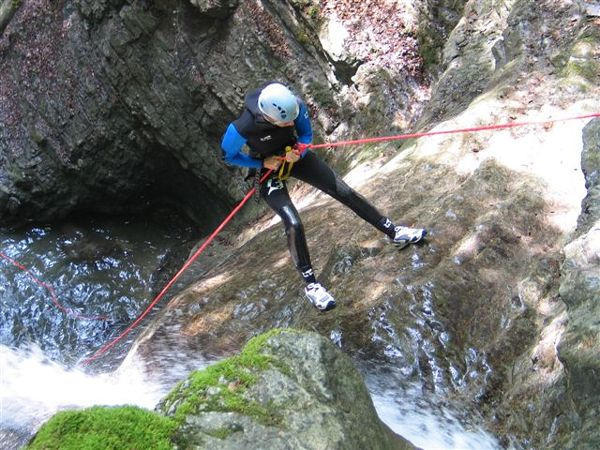
Canyoning
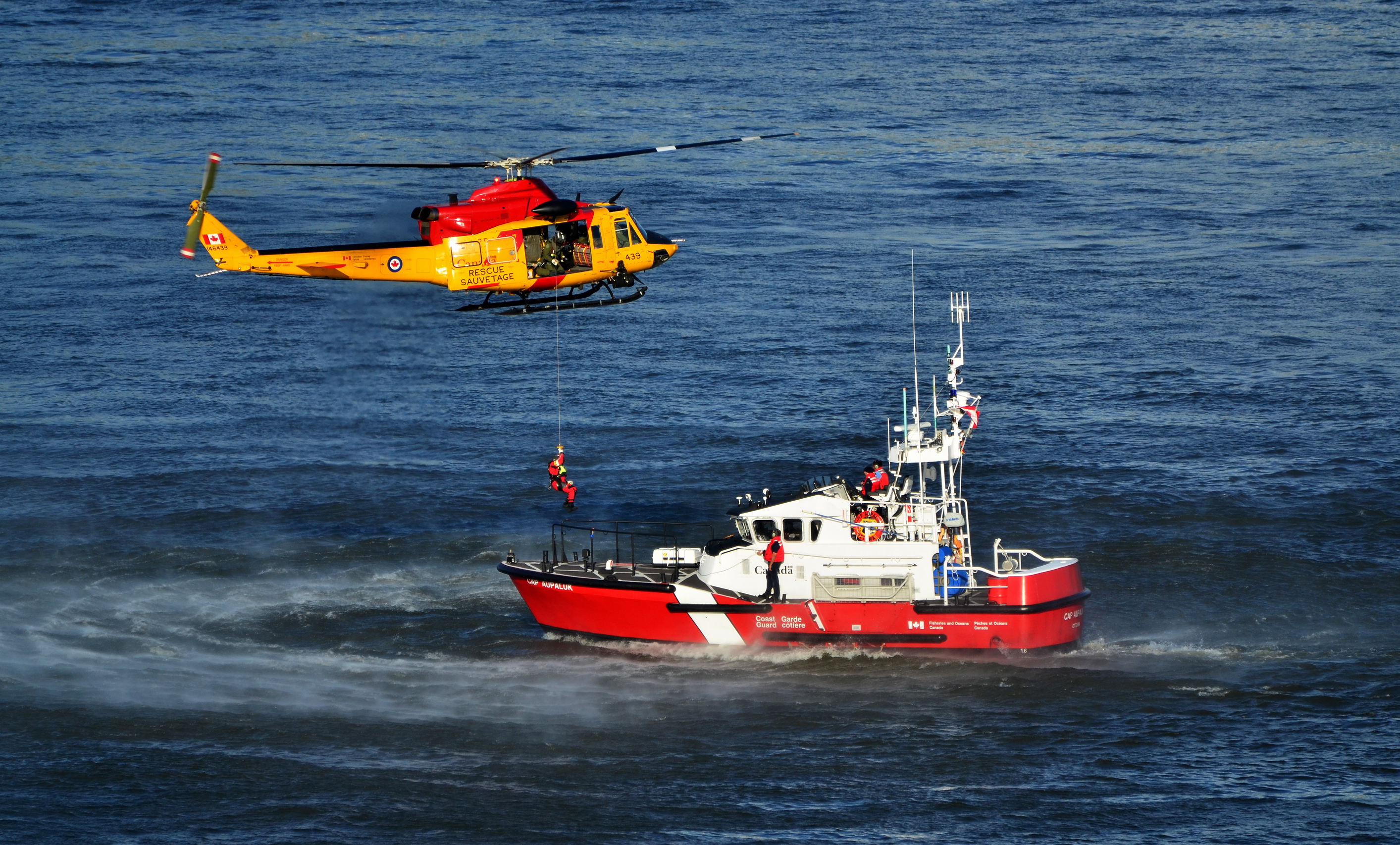
Un exercice de secours s'effectue ici, avec un câble d'acier, mais beaucoup de missions de secours peuvent s'effectuer par descente ou montée sur corde.
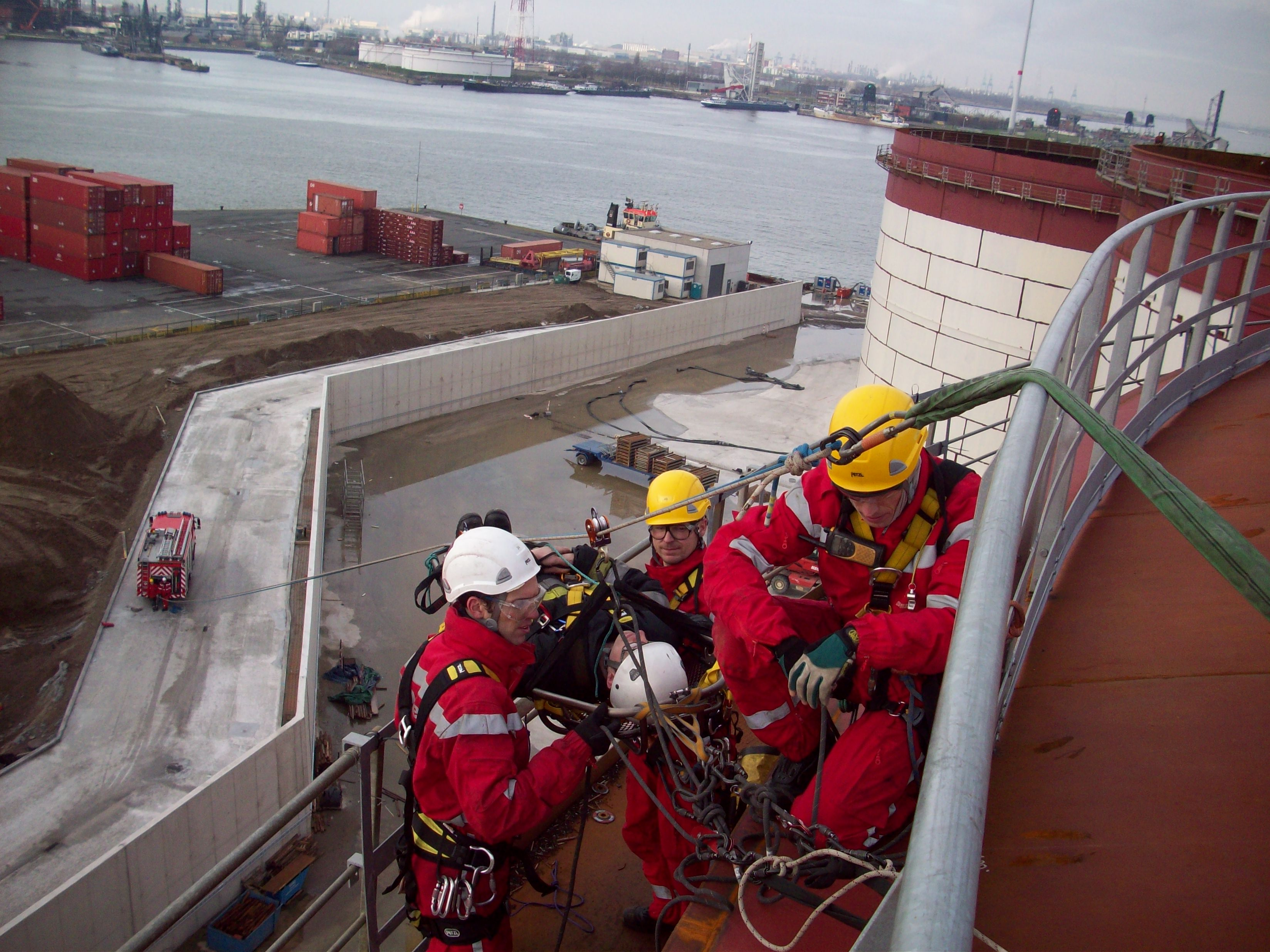
Opération de secours du GRIMP.
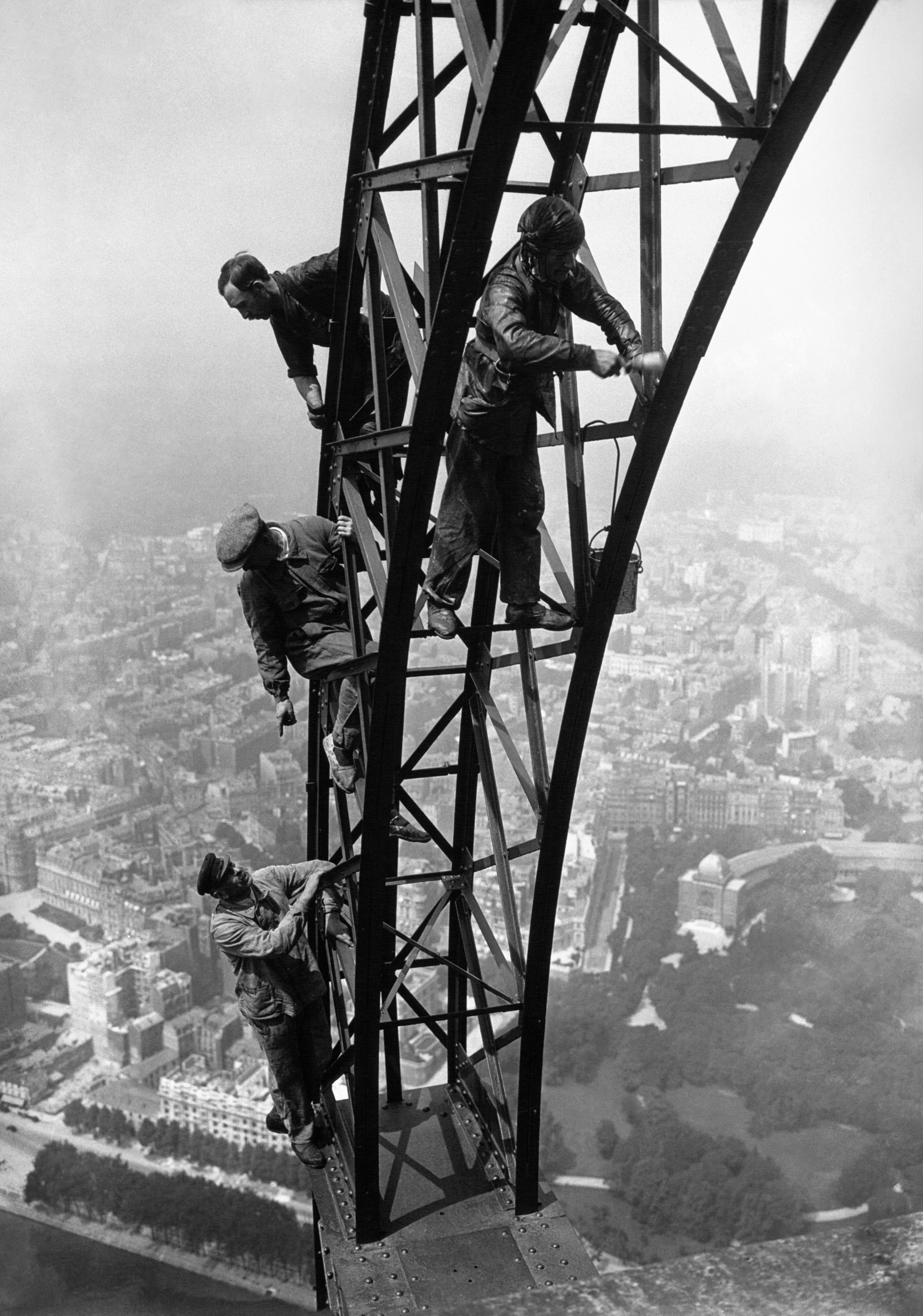
Travail sur corde : peintre sur la Tour Eiffel en 1924.
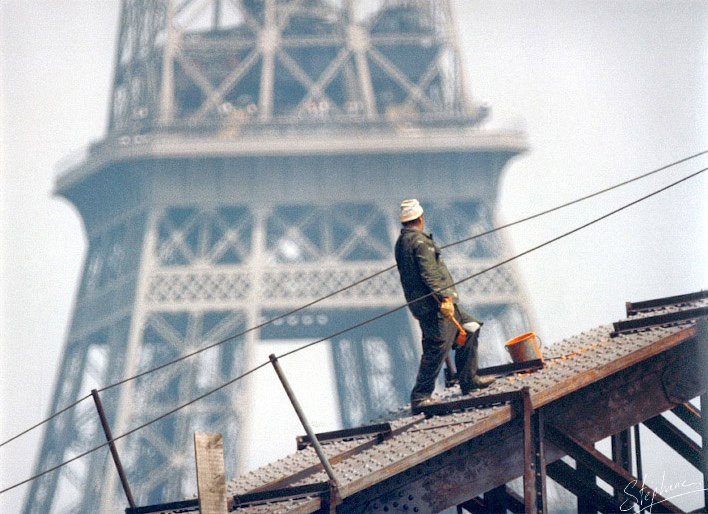
Travail sur corde : peintre sur la Tour Eiffel aujourd’hui (années 2000).
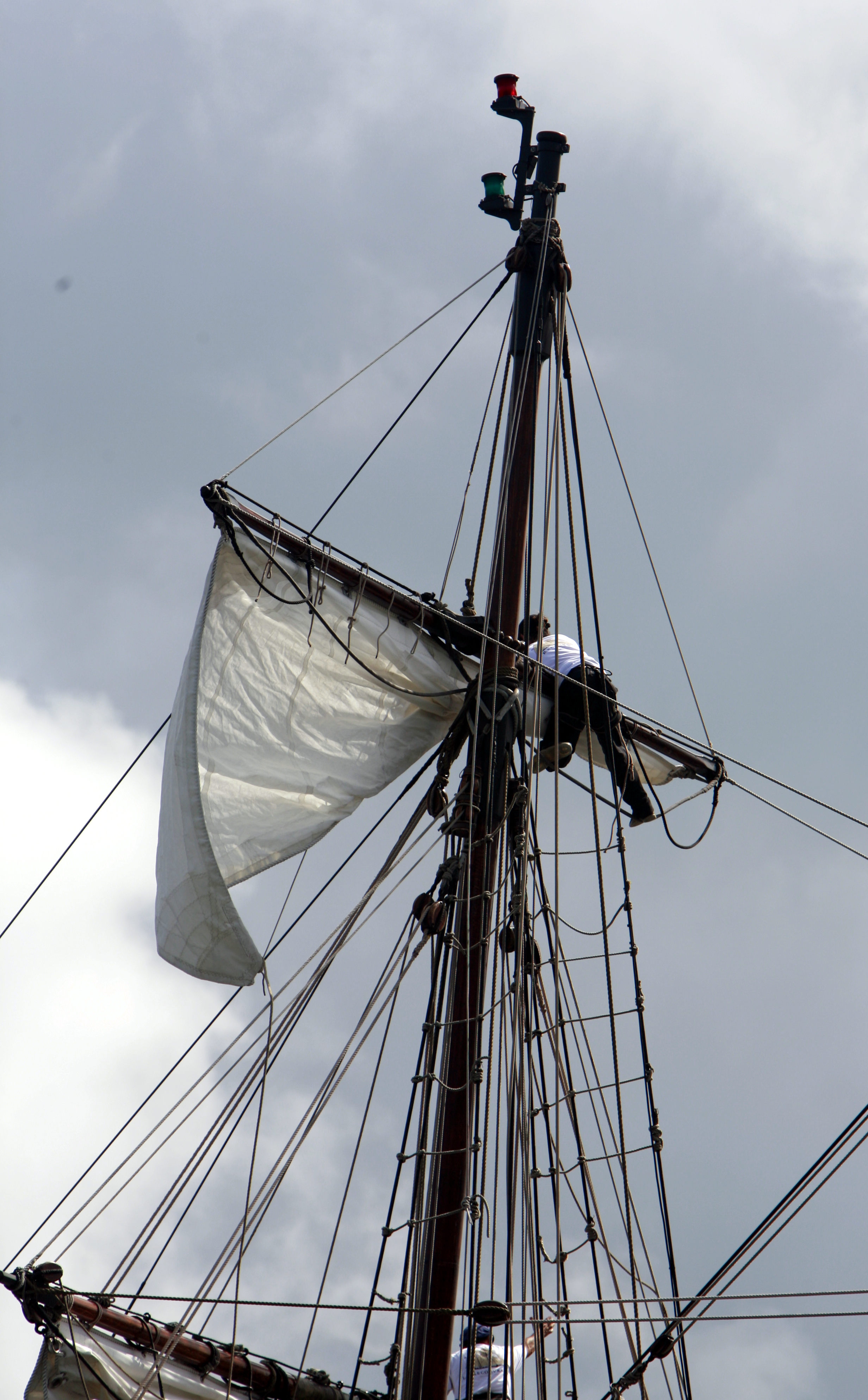
Gabier en manœuvre sur une voile sur La Recouvrance les ris des voiles libérées doivent être attachés.
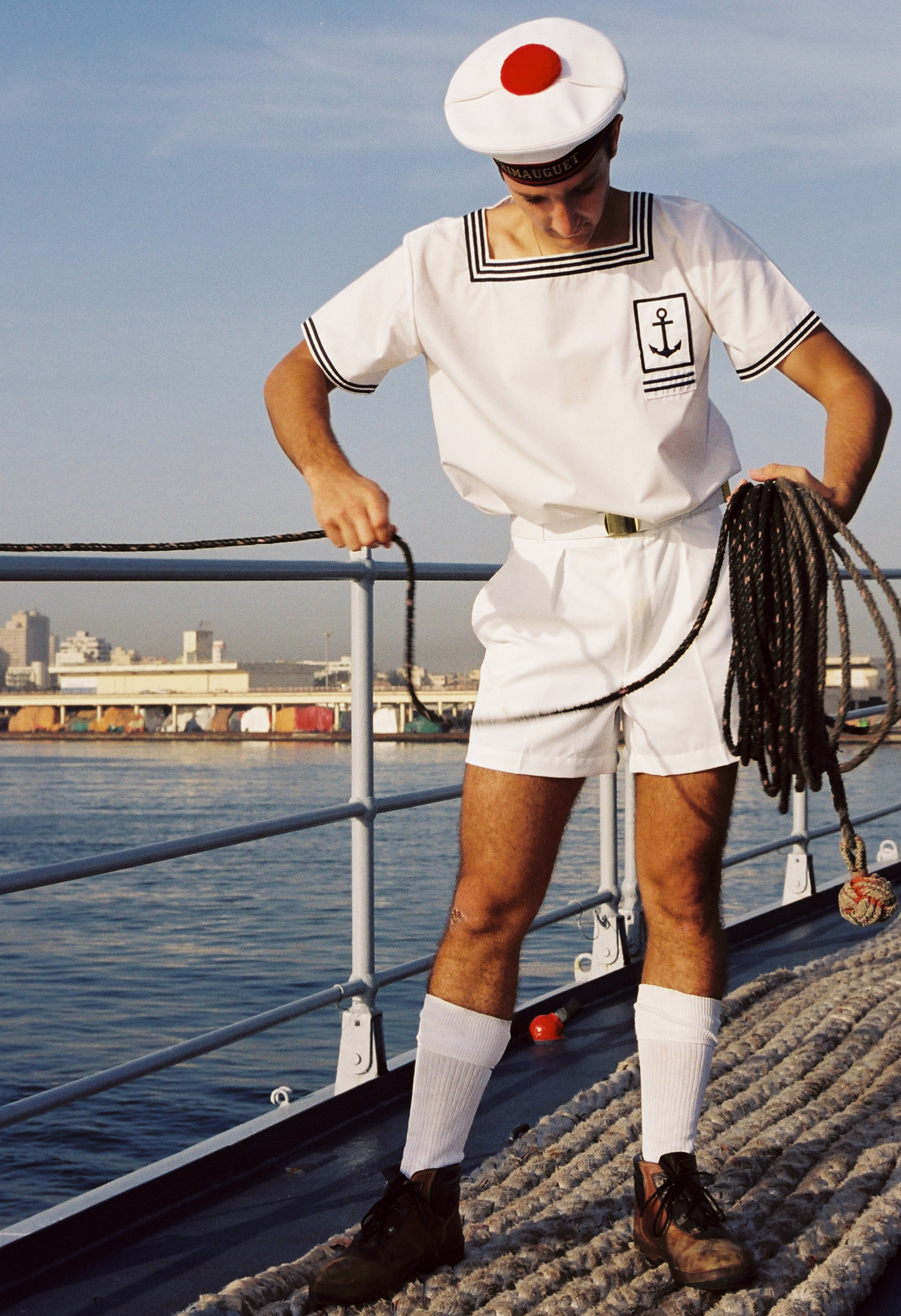
Matelot lovant un cordage (touline).
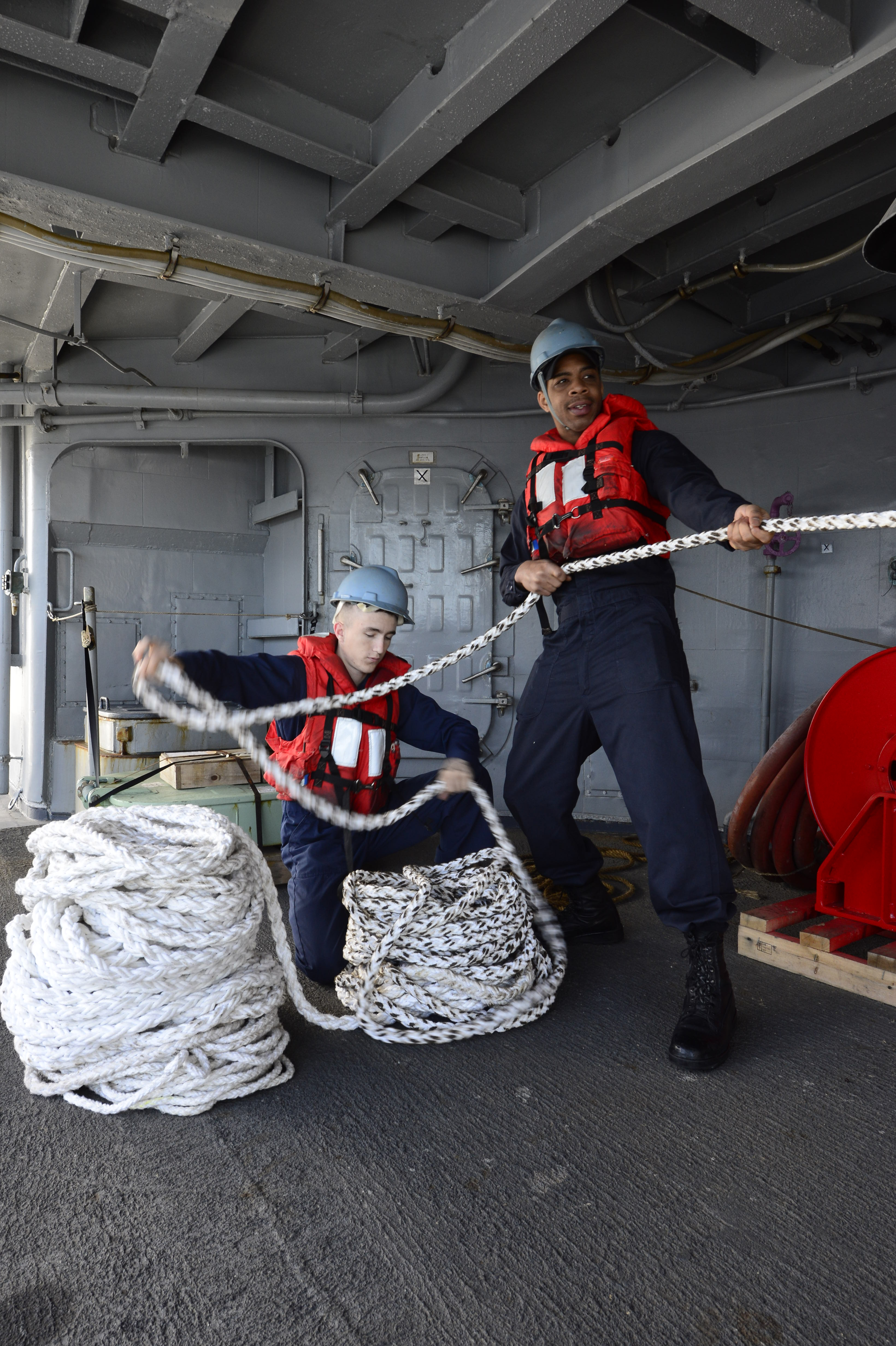
Marin de la Marine américaine lovant un cordage d’amarre du croiseur USS Philippine Sea.